# Swiss Music Awards 2016
La 9ª edizione degli Swiss Music Awards si è tenuta il 12 febbraio 2016 a Zurigo, Svizzera. È stata trasmessa live su SRF zwei, su Joiz, per la prima volta su RSI LA2, sul canale romando Rouge TV e su One TV dall'Hallenstadion e il giorno dopo in replica sul canale ProSieben. È stata condotta dall'attrice e modella Melanie Winiger, dal moderatore radiofonico Mario Torriani e per la prima volta dal moderatore radio-televisivo Andy Rohrer.
La novità di questa edizione ha riguardato l'assegnazione di un premio ai compositori e ai parolieri del brano che ha vinto nella categoria Best Song National.
La conferenza stampa in cui sono state rese note le nomination per le varie categorie si è svolta il 19 gennaio 2016. I più nominati per questa edizione sono: Patent Ochsner con 3 nomination mentre molti altri tra cui Adele, Muse, 77 Bombay Street e Bastian Baker hanno tutti 2 nomination a testa.
Si è potuto votare il proprio artista preferito in quasi tutte le categorie fino al 7 febbraio 2016; infatti per il Best Act Romandie si è potuto votare solo fino al 31 gennaio.  Il vincitore nella categoria Miglior performance romanda, Bastian Baker, è stato rivelato dopo una serata presso gli studi Couleur 3 di Losanna il 4 febbraio. La categoria Best Song National potrà essere votata solo durante la serata di premiazione. L'Artist Award sarà invece annunciato durante la serata di premiazione.
I grandi mattatori della serata sono stati i Patent Ochsner vincitori di tutti i 3 le categorie in cui erano nominati, ovvero Best Album National, Best Live Act e Best Group. 
Gli artisti che si sono esibiti live sul palco sono stati: 77 Bombay Street, Dodo, Robin Schulz, Sido e Seven

## Premi[6]
I vincitori della categoria sono evidenziati in grassetto.

### Miglior canzone nazionale (Best Song National)
- Hippie-Bus - Dodo
- La Bambele - Müslüm
- Waiting - Nickless

### Miglior canzone internazionale (Best Song International)
- Are You With Me - Lost Frequencies
- Lean On - Major Lazer feat. Dj Snake & Mo
- Cheerleader - Omi

### Miglior album nazionale (Best Album National)
- Bis hierher und viel weiter - Beatrice Egli
- Finitolavoro - The Rimini Flashdown Part III - Patent Ochsner
- Seven Mountains - 77 Bombay Street

### Miglior album internazionale (Best Album International)
- 25 - Adele
- Drones - Muse
- Gipfelstürmer - Unhelig

### Rivelazione nazionale (Best Breaking Act National)
- Dodo
- From Kid
- Xen

### Rivelazione internazionale (Best Breaking Act International)
- Hozier
- James Bay
- Sam Smith

### Miglior talento (Best Talent)
- Aline Amuri
- Damian Lynn
- Troubas Kater

### Miglior performance live (Best Live Act)
- Patent Ochsner
- Philipp Frankhauser
- Sophie Hunger

### Miglior interprete romando (Best Act Romandie)
- Bastian Baker
- La Gale
- The Animen

### Miglior interprete internazionale (Best Act International)
- Adele
- David Guetta
- Muse

### Miglior interprete femminile (Best Female Solo Act)
- Beatrice Egli
- Sophie Hunger
- Stefanie Heinzmann

### Miglior interprete maschile (Best Male Solo Act)
- Bastian Baker
- Müslüm
- Stress

### Miglior gruppo (Best Group)
- 77 Bombay Street
- Chlyklass
- Patent Ochsner

### Jury Award (Outstanding Achievement Award)
- Peter Reber

### Artist Award
- Sophie Hunger